# Al-Kusajba (Mauretania)
Al-Kusajba (arab. لكصيبه, fr. Lexeiba) – miasto w południowej Mauretanii, w regionie Kurkul. Według danych na rok 2013 liczyło 9 238 mieszkańców.